# Time Machine - Da Goldrake a Goku
Time Machine - Da Goldrake a Goku è un album contenente canzoni interpretate dal cantante Giorgio Vanni.

## Il disco
Il CD è un omaggio di Giorgio Vanni e Max Longhi agli artisti che hanno scritto e interpretato le sigle dei cartoni animati prima di loro, negli anni ottanta e novanta.
La copertina del CD vede Giorgio Vanni, sorridente, seduto su una poltrona circondato da un arredamento tipicamente anni ottanta. Il CD contiene un libretto con una introduzione e le varie motivazioni che hanno spinto l'artista a creare l'opera.

## Tracce
CD1
1. I cavalieri dello zodiaco – 3:07 (Massimo Dorati)
2. Daitan III – 3:10 (testo: Luigi Albertelli – musica: Vince Tempera; edizioni musicali Fonit Cetra Music Publishing)
3. L'Uomo Tigre – 3:29 (Riccardo Zara; edizioni musicali Universal Music Publishing)
4. I cinque samurai – 3:26 (testo: Alessandra Valeri Manera – musica: Vincenzo Draghi; edizioni musicali RTI S.p.A.)
5. Occhi di gatto – 3:16 (testo: Alessandra Valeri Manera – musica: Carmelo Carucci; edizioni musicali RTI S.p.a.)
6. Tough Boy – 3:45 (Tom)
7. Goldrake – 3:22 (testo: Luigi Albertelli – musica: Vince Tempera, Massimo Luca; edizioni musicali Fonit Cetra Music Publishing/Warner Chappel Music Italiana, Real Music Edizioni Musicali)
8. Lamù, la ragazza dello spazio – 3:06 (testo: Alberto Testa – musica: Shuki Levy, Haim Saban; edizioni musicali Teorema Edizioni Musicali)
9. Jeeg Robot – 2:02 (testo: Haruo Hayashi, Marcello Casco, Paolo Lepore, Paolo Moroni – musica: Michiaki Watanabe)
10. Lupin, l'incorreggibile Lupin – 3:08 (testo: Alessandra Valeri Manera – musica: Carmelo Carucci; edizioni musicali RTI S.p.A.)
11. What's my destiny Dragon Ball/Go West (Mash Up) (feat. Federico Marchetti) – 2:49 (testo: Alessandra Valeri Manera, – musica: Max Longhi, Giorgio Vanni, Victor Willis, Jacques Morali, Henri Belolo; edizioni musicali RTI S.p.A.)

Download digitale
1. I cavalieri dello zodiaco (base musicale) – 3:07 (musica: Massimo Dorati)
2. Daitan III (base musicale) – 3:10 (musica: Vince Tempera; edizioni musicali Fonit Cetra Music Publishing)

## Time Machine Reloaded - Da Goldrake a Goku

### Il disco
Il 24 novembre 2017 il disco viene ristampato, questa volta con distribuzione anche nei mercati ad opera della SELF. L'opera presenta le stesse tracce dell'edizione precedente con l'aggiunta di una nuova e differisce per alcuni dettagli nella copertina. Alla fine della stessa traccia l'artista ricorda un momento vissuto con il padre.

### Tracce
CD1
1. I cavalieri dello zodiaco – 3:07 (Massimo Dorati)
2. Daitan III – 3:10 (testo: Luigi Albertelli – musica: Vince Tempera; edizioni musicali Fonit Cetra Music Publishing)
3. L'Uomo Tigre – 3:29 (Riccardo Zara; edizioni musicali Universal Music Publishing)
4. I cinque samurai – 3:26 (testo: Alessandra Valeri Manera – musica: Vincenzo Draghi; edizioni musicali RTI S.p.A.)
5. Occhi di gatto – 3:16 (testo: Alessandra Valeri Manera – musica: Carmelo Carucci; edizioni musicali RTI S.p.A.)
6. Tough Boy – 3:45 (Tom)
7. Goldrake – 3:22 (testo: Luigi Albertelli – musica: Vince Tempera, Massimo Luca; edizioni musicali Fonit Cetra Music Publishing/Warner Chappel Music Italiana, Real Music Edizioni Musicali)
8. Lamù, la ragazza dello spazio – 3:06 (testo: Alberto Testa – musica: Shuki Levy, Haim Saban; edizioni musicali Teorema Edizioni Musicali)
9. Jeeg Robot – 2:02 (testo: Haruo Hayashi, Marcello Casco, Paolo Lepore, Paolo Moroni – musica: Michiaki Watanabe)
10. Lupin, l'incorreggibile Lupin – 3:08 (testo: Alessandra Valeri Manera – musica: Carmelo Carucci; edizioni musicali RTI S.p.A.)
11. What's my destiny Dragon Ball/Go West (Mash Up) (feat. Federico Marchetti) – 2:49 (testo: Valeri Manera, Willis, Morali, Belolo – musica: Longhi, Vanni; edizioni musicali RTI S.p.a.)
12. Medley Acoustic Triology (Goldrake, Piccoli problemi di cuore, Capitan Harlock) – 6:46 (testo: Luigi Albertelli, Alessandra Valeri Manera – musica: Vince Tempera, Massimo Luca, Franco Fasano)

## Formazione
- Giorgio Vanni: chitarra, percussioni, cori
- Max Longhi: tastiera, programmazione Pro Tools, synth, organo Hammond
- Fabio Gargiulo: chitarra, programmazione Pro Tools, basso, synth, tastiera
- Pino Di Pietro: tastiera, programmazione (traccia 9)
- Amedeo Bianchi: sax (traccia 5)
- Mary Montesano, Marco Gallo: cori